# Амонійний порох
Амонійний порох (англ. ammonium powder, amide powder, нім. Ammonpulver, Amidpulver; також селітро-вугільна добавка) — вибухова речовина, різновид пороху. Основною особливістю амонійних порохів у порівнянні з чорними є наявність у складі амонійної селітри (нітрат амонію, NH4NO3).
Амонійний порох був потужніший за чорний і мав менший викид диму при пострілі, однак був дуже гігроскопічний і важкий у підпалюванні, тож зазнав лише обмеженого застосування протягом 1880—1890-х і був витіснений бездимними порохами. Під час Першої світової війни Німецька та Російська імперії використовували його як домішку до бездимного пороху через нестачу матеріалів.
Амонійний порох був також одним із попередників амонійних вибухівок — бризантних вибухівок, заснованих на амонійній селітрі та нітросполуках, прикладами яких є амоніти й амонали.

## Історія
Однією з головних причин відносно невеликої потужності чорного пороху є утворення великої кількості твердого осаду й меншої кількості газу. 1843 року французькі хіміки Жуль Рейзе та Ежен Мійон виявили,  що суміш амонійної селітри та деревного вугілля вибухонебезпечна й вибухає за температури 170°C. 1867 шведи Й. Ольссон і Й. Г. Нуррбін (швед. J. Ohlsson, J. H. Norrbin) запатентували суміш Ammoniakkrut (букв. «амоніаковий порох»), що складалась з амонієвої селітри, 5-10% деревного вугілля та 10-30% нітрогліцерину. Це була перша вибухівка з амонійною селітрою.
Першим практичну користь амонійних вибухівок у гірництві зрозумів француз М. Фав'є (фр. M. Favier), що розробив низку вибухових речовин, у яких нітрат амонію був змішаний з нітросполуками, як динітронафтан, динітронафталін чи тетрилом. Ці речовини знані як Explosifs N, Explosifs Favier та Grisounites. За зразком Фав'є було створено низку інших амонійних вибухівок, серед яких британський амоніт і французький шнейдерит.
1885 року Фрідріх Ґаенс (нім. Friedrich Gaens) отримав суміш з 40-45% калійної селітри, 35-38% амонійної селітри та 14-22% деревного вугілля. Така суміш була потужнішою вибухівкою та утворювала менше диму. Невдовзі її почали використовувати в Німеччині для морських гармат малих калібрів. З такими пропорціями використовували порох британці під назвами amide powder і Chilworth Special Powder та німці під назвою Amidpulver у 1880-ті роки.
Також з'явився подібний порох і для великих калібрів. Впродовж 1890—1896 амонійний порох з пропорціями 80-90% нітрату амонію та 10-20% деревного вугілля успішно використовував флот Австро-Угорщини під назвою Ammonpulver. Проте, амонійний порох не мав особливої популярності через його значну гігроскопічність і важкість у запалюванні, тож доволі швидко вийшов з ужитку в усіх країнах на користь бездимних порохів.
Під час Першої світової амонійний порох знову отримав поширення через нестачу целюлози та кислот для нітрування, необхідних для бездимного пороху. Порохи, що складались з 85% амонійної селітри та 15% деревного вугілля, використовували в Німецькій і Російській імперіях під назвами Ammonpulver і селитроугольный добавок (СУД) відповідно. Його використовували в суміші з нітроцелюлозними бездимними порохами, які покращували займання амонієвих порохів; зазвичай суміш містила 1/3, рідко 1/2 амонійного пороху. Гігроскопічність долали допомогою герметичних пакувань і набоїв. Обсяг виробництва амонійного пороху під час Першої світової в Німеччині сягав 3 тисяч тонн на місяць.
Набули деякого поширення й амонійні порохи для гірничих вибухових робіт, як то австрійські Dynammon (87-88% нітрат амонію, 12-13 червоне деревне вугілля) та Wetter-Dynammon (94% нітрат амонію, 2% калієва селітра, 4% червоне деревне вугілля), корнуольський Fumelssite (нітрат амонію з деревною тирсою) тощо. 1900 року австрієць Ґ. Рот (нім. G. Roth) запатентував амонал. Перші амонали містили 80-90% нітрату амонію, 4-15% алюмінієвого порошку та 2-6% деревного вугілля. Також були потужніші сполуки, що містили ТНТ.
До середини 1930-х з'явилась низка сумішей, що містили нітрат амонію та нітрат гуанідину або нітрогуанідин з біхроматом амонію. Подібні суміші використовували у стартових зарядах для двигунів і авіаційних розприскувачах пестицидів. Крім того, в 1930-ті з'явились різновиди ракетного палива, що містили нітрат амонію.